# Iveta Štefanová
Iveta Štefanová (* 27. listopadu 1983 Zliv) je česká politička a lékařka, od října 2021 poslankyně Poslanecké sněmovny PČR, členka hnutí SPD.

## Život
Pochází z Jihočeského kraje. Vyrůstala ve Zlivi u Českých Budějovic a v městysi Lhenice na Netolicku. Absolvovala Gymnázium Prachatice a v roce 2011 absolvovala všeobecné lékařství na 1. lékařské fakultě Univerzity Karlovy v Praze (získala titul MUDr.).
Pracovala na chirurgickém oddělení v Prachaticích. V roce 2021 byla v předatestační přípravě na pozici všeobecného lékaře pro dospělé.
Žije v Prachaticích. Je svobodná a bezdětná.

## Politické působení
Od roku 2016 je členkou hnutí SPD.
V krajských volbách v roce 2016 kandidovala jako členka hnutí SPD do Zastupitelstva Jihočeského kraje, a to na kandidátce subjektu „Koalice SPD a SPO“, ale neuspěla. Zvolena nebyla ani ve volbách v roce 2020 už na samostatné kandidátce hnutí SPD.
Ve volbách do Poslanecké sněmovny PČR v roce 2017 kandidovala jako členka hnutí SPD v Jihočeském kraji, ale neuspěla. Ve volbách do Poslanecké sněmovny PČR v roce 2021 kandidovala jako členka hnutí SPD a lídryně kandidátky v Jihočeském kraji. Získala 1 593 preferenčních hlasů, a stala se tak poslankyní. Jedním z jejích dvou poslaneckých asistentů je dřívější poslanec hnutí SPD Miloslav Rozner.
Ve sněmovních volbách v roce 2025 kandiduje na 2. místě kandidátní listiny hnutí SPD v Jihočeském kraji.